# Indian Oil Corporation
Indian Oil Corporation Limited (IndianOil) er et indisk olie- og gasselskab, som er ejet af den indiske stat under Indiens olie- og gas ministerium. Deres hovedkvarter er i New Delhi. De har aktiviteter indenfor olieraffinering, rørledninger, efterforskning, produktion, osv. De har tankstationer af mærket IndianOil.